# Pungsnara
Pungsnara är ett hjälpmedel som användes främst förr i tiden vid förflyttning av tjurar. Pungsnaran utgörs av ett rep, vanligen av samma dimension och kvalitet som en flagglina vilken knyts till en löpsnara som läggs runt tjurens pung. Repet leds framåt under tjuren mellan frambenen så att man kan hålla i det och grimman samtidigt, tjuren leds i första hand i grimman men om det behövs kan man skapa ett extra incitament för tjuren att följa med genom att dra i pungsnaran.